# S-200
S-200 Angara/Vega/Dubna (rusky C-200 Ангара / Вега / Дубна, v kódu NATO SA-5 Gammon) je sovětský protiletadlový raketový systém, určený k likvidaci prostředků vzdušného napadení, jako jsou taktické a strategické bombardéry, balistické střely a vrtulníky letící ve velkých a středních výškách v podmínkách aktivního a pasivního radioelektronického rušení. Tento systém pracuje za všech povětrnostních podmínek ve dne i v noci. Lze jej také použít k napadení pozemních a námořních cílů.

## Vývoj
Vývoj raketového protiletadlového systému dlouhého dosahu byl spuštěn v roce 1958 v konstrukční kanceláři Almaz pod kódovým označením "Angara" a v roce 1967 byl zaveden do výzbroje Vojsk protivzdušné obrany pod označením S-200. Prakticky všechny důležité objekty v Sovětském svazu byly pod ochranou tohoto systému. Počátkem 70. 20. století let byl systém modernizován - v roce 1970 vznikla verze S-200V "Vega" a v roce 1975 S-200D "Dubna". Modernizované varianty byly schopny zasahovat vzdušné cíle na větší vzdálenost a také ve větších nadmořských výškách. Později vznikly i exportní verze, které byly počátkem 80. let 20. století dodány pod označením S-200V "Vega-E" do NDR, Polska, Československa (stanoviště Rapotice u Rosic a Brdy), Bulharska, Maďarska, KLDR, Libye a Sýrie. Začátkem devadesátých let zakoupil komplet S-200V i Írán.
Systém byl určen především k ochraně sovětského vzdušného prostoru proti americkým strategickým bombardérům, letadlům AWACS a strategickým špionážním letounům (včetně SR-71), které zavedení tohoto systému donutilo pohybovat se pouze za hranicemi chráněného státu.

## Popis

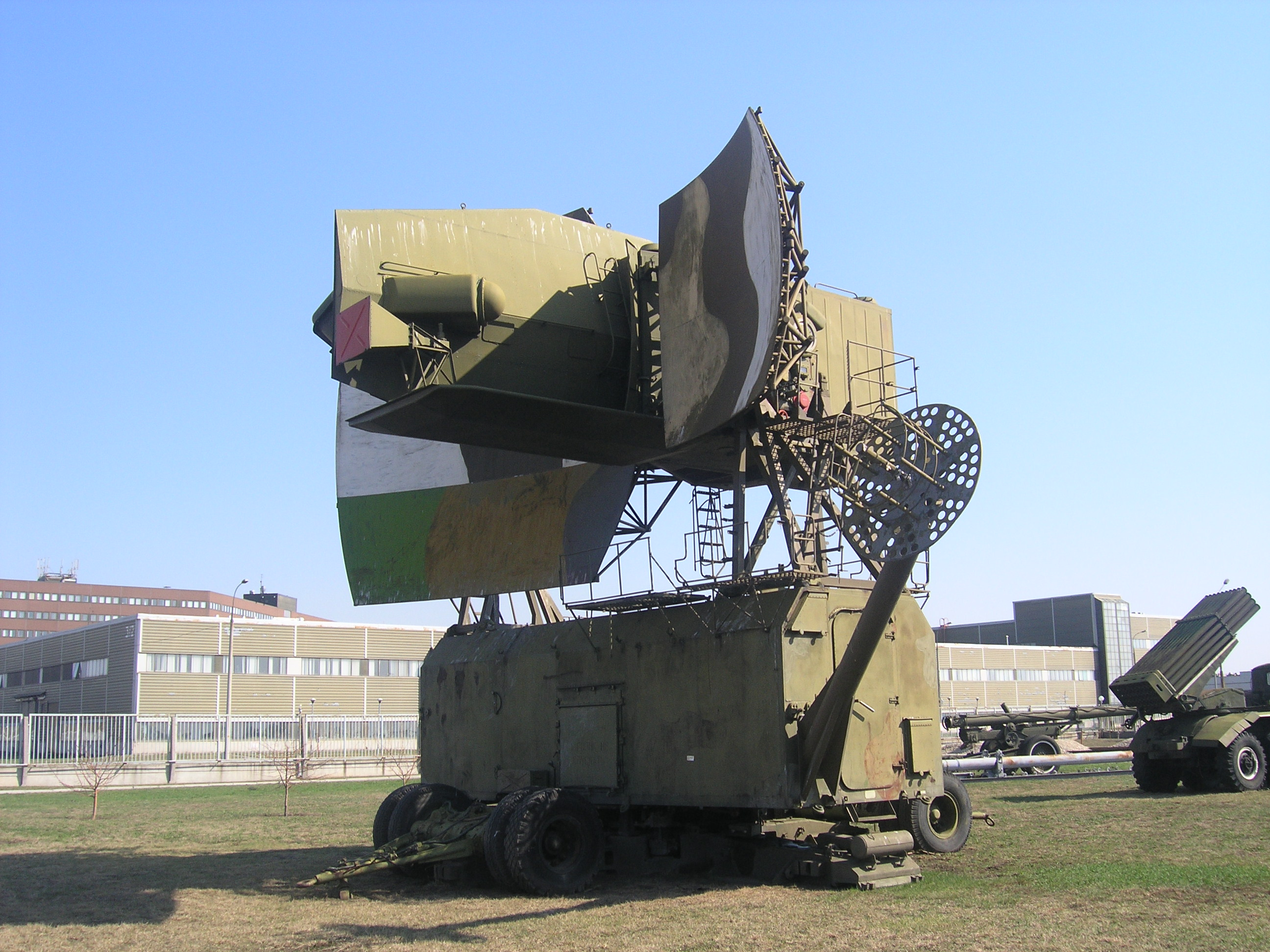
Kabina obsluhy radiolokátoru K-1V a radar 5N62V

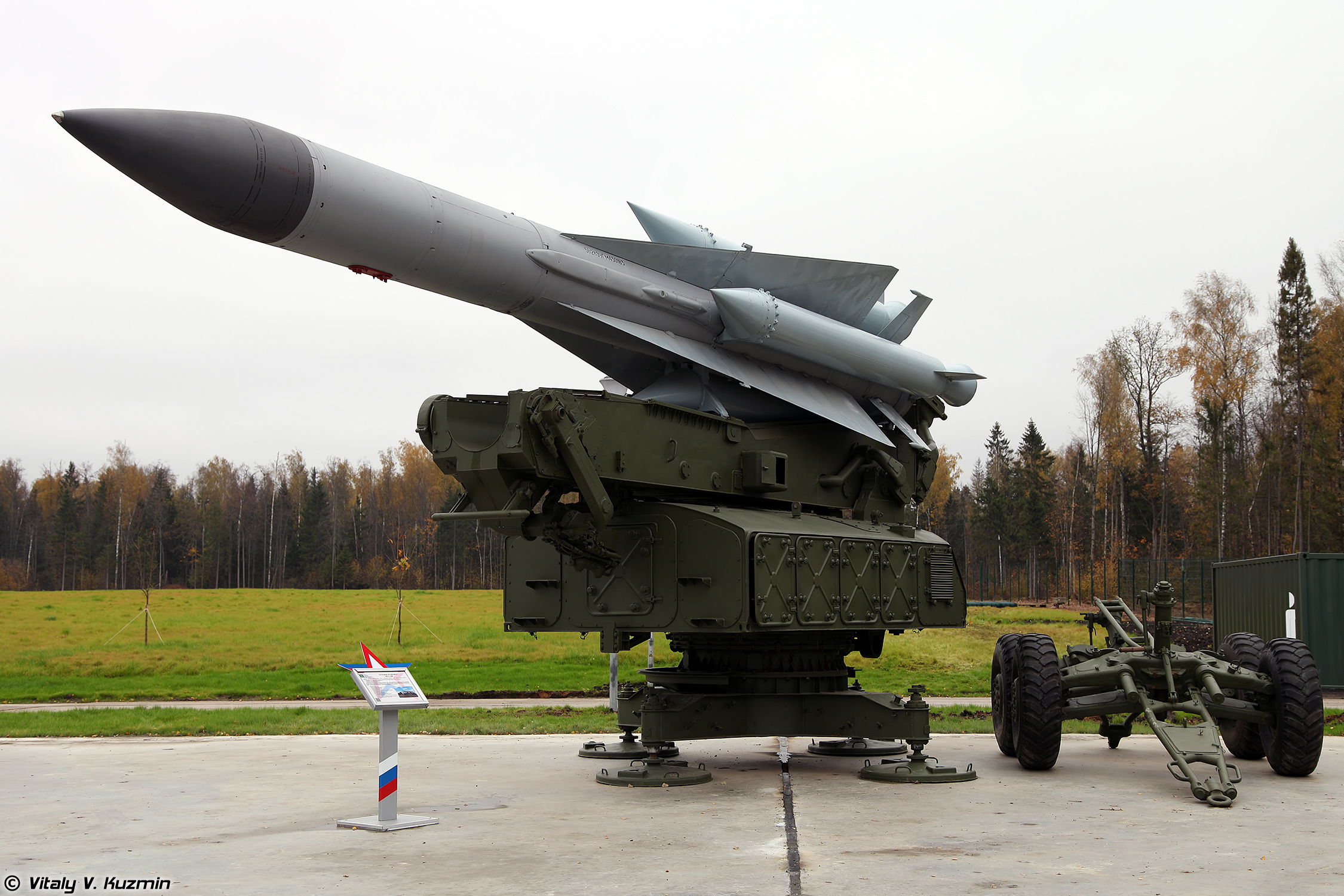
Raketa 5V28 na odpalovací rampě 5P72V

Naváděcí lokátor předá informace o cíli do řídícího počítače rakety a ta ho už od startu sleduje samostatně vlastním radiolokátorem. Čtyři startovací motory používají pevné palivo, hlavní motor kapalné palivo a okysličovadlo. Manipulace je tedy dosti náročná a vzhledem k agresivitě okysličovadla je po určité době v pohotovostní poloze nebo několika uvedeních do pohotovosti nutno raketu zlikvidovat, např. cvičnou střelbou. Usazení rakety do pohotovostní polohy je plně automatizováno pomocí nabíjecího zařízení. Bojová hlavice proti letícím cílům exploduje v jejich blízkosti a ničí je principem brokovnice (cca 200 000 ocelových kuliček).
Systém S-200 tvoří:
- naváděcí rádiolokátor 5N62
- kabina přípravy startu
- odpalovací rampy 5P72V
- nabíjecí zařízení 5Ju24M

## Varianty
- S-200A "Angara" - byla zavedena v roce 1967, rakety V-860 (5V21) nebo V-860P (5V21A), dosah 180 km, max. výška 20 km.
- S-200V "Vega" – zavedená v roce 1970, raketa V-860PV (5V21P), dosah 240 km, max. výška 29 km. Střela má poloaktivní radarové navádění.[2] S raketou V-870 má dálkový dosah až 300 km a výškový 40 km.
  - S-200M "Vega-M" - verze vybavená raketami V-880 (5V28) nebo V-880N (5V28N2), dosah 300 km, max. výška 29 km.
  - S-200VE "Vega-E" - exportní verze s raketou V-880E (5V28E), dosah 240 km.[3][4]
- S-200D "Dubna" - zavedená v roce 1975, s raketami 5V25V, V-880M (5V28M) nebo V-880MN (5V28MN2), má dálkový dosah až 300 km a výškový 40 km. [5]

| Parameter        | S-200A "Angara" | S-200V "Vega" | S-200D "Dubna" |
| ---------------- | --------------- | ------------- | -------------- |
| Dálkový dosah    | 17 - 180 km     | 17 - 240 km   | 17 - 300 km    |
| Výškový dosah    | 0,5 - 20 km     | 0,5 - 40 km   | 0,3 - 40 km    |
| Délka rakety     | 10600 mm        | 10800 mm      | 10800 mm       |
| Ráže rakety      | 860 mm          | 860 mm        | 860 mm         |
| Celková hmotnost | 7100 kg         | 7100 kg       | 8000 kg        |
| Hmotnost hlavice | 217 kg          | 217 kg        | 217 kg         |

## Uživatelé

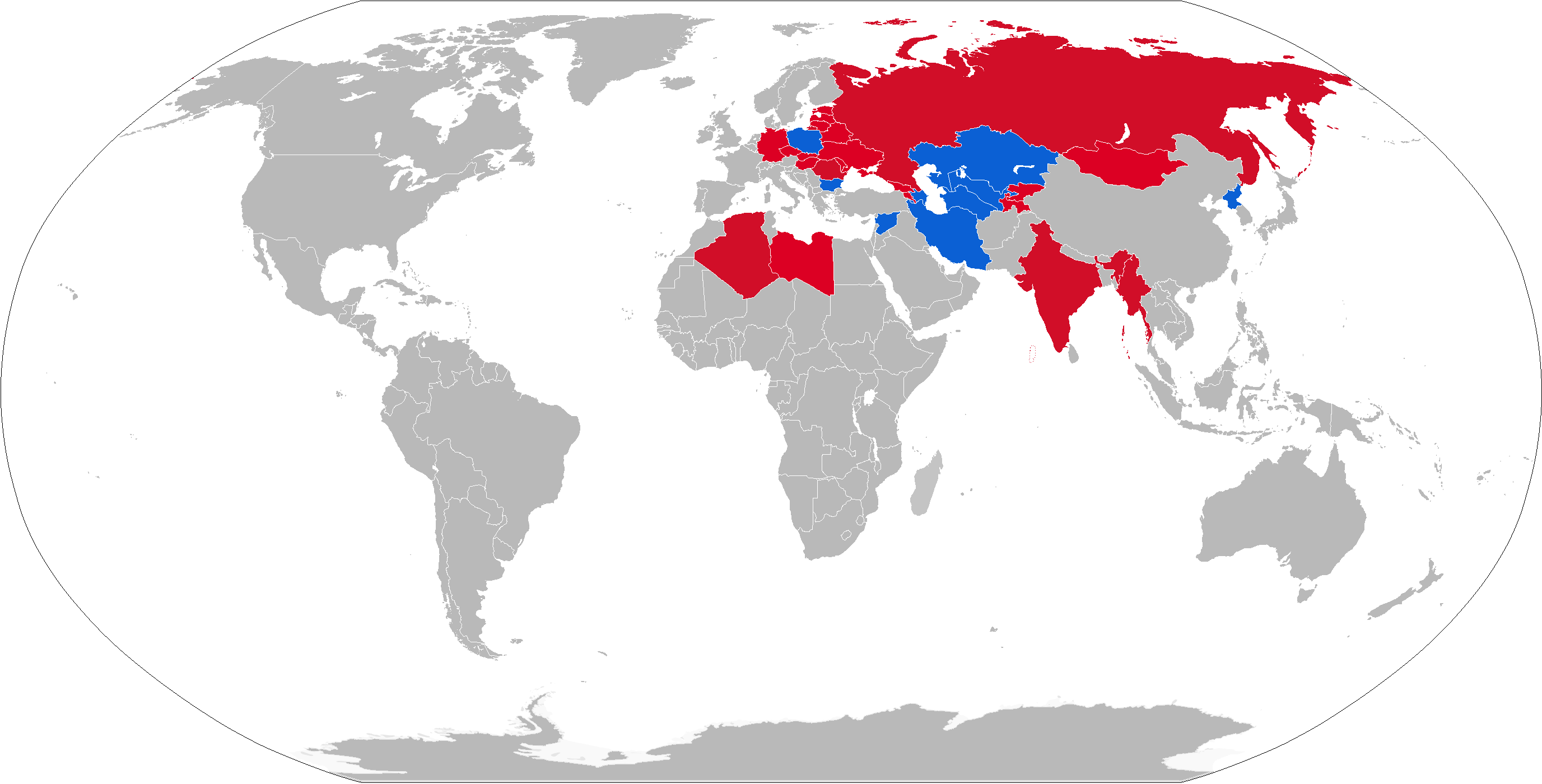
Uživatelé protiletadlového systému S-200 (současní modře, bývalí červeně)

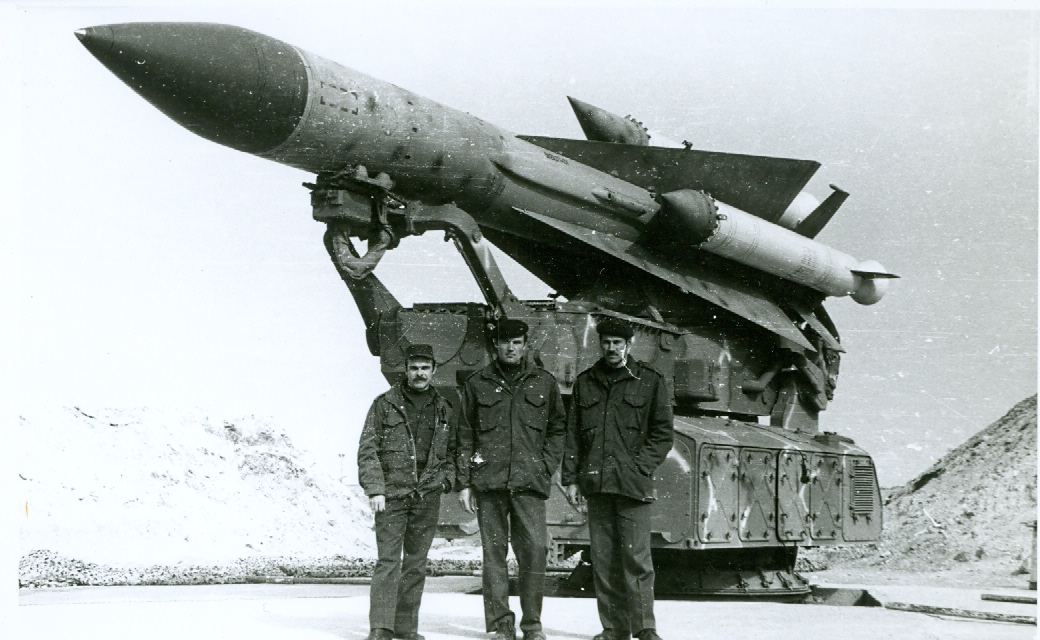
Důstojníci 231. protiletadlového raketového pluku u kompletu S-200VE Vega-E v Sýrii, cca 1983

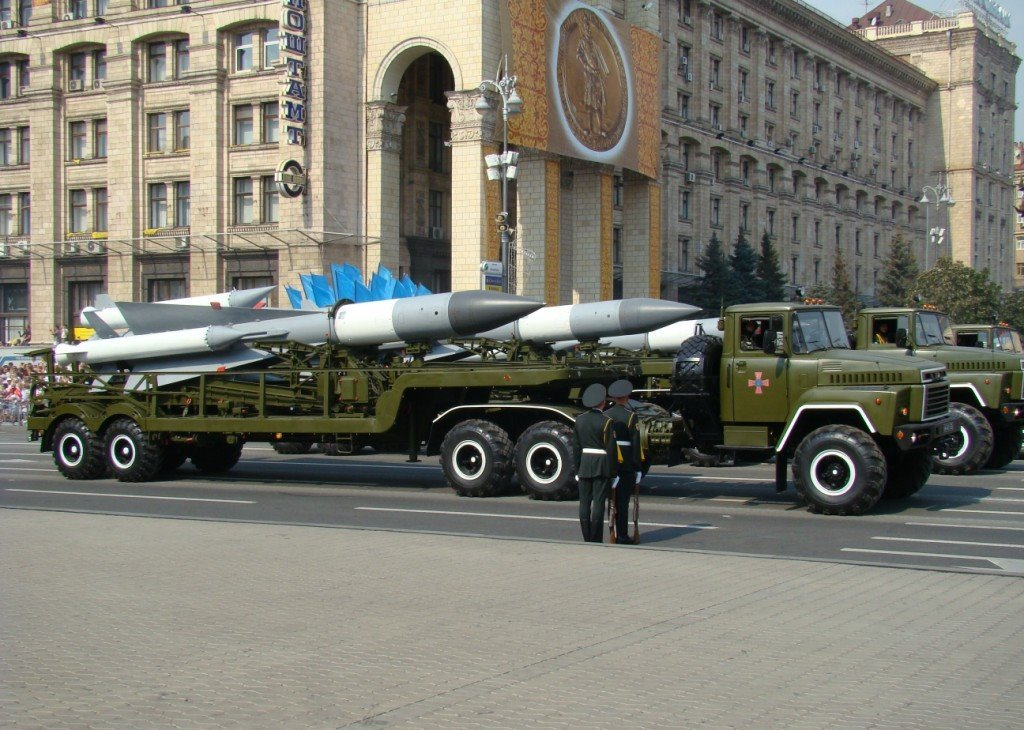
Ukrajinské S-200

### Současní uživatelé
- Alžírsko – 10 praporů ve službě.
- Ázerbájdžán – 15 praporů ve službě.
- Bulharsko – 1 prapor ve službě.
- Indie
- Írán – 10 praporů ve službě.
- Kazachstán
- Severní Korea – 4 prapory ve službě (2008).
- Myanmar (Barma)
- Polsko – 2 prapory ve službě.
- Rumunsko
- Rusko – 2 prapory S-200 Dubna ve službě.
- Sýrie – 2 prapory ve službě.
- Turkmenistán
- Ukrajina – poslední divizion byl deaktivován 30. října 2013,[6] v době ruské invaze byly zbývající uskladněné systémy vráceny do služby.[7][8]
- Uzbekistán

### Bývalí
- Bělorusko – mělo ve službě cca 4 prapory.
- Československo – 5 praporů, které po rozdělení ČSFR získalo Česko.
- Česko – získalo všechny československé S-200. Byly vyřazeny v roce 1997 bez náhrady.
- Gruzie
- Libye – měla ve službě 8 praporů.
- Maďarsko – mělo ve službě 1 prapor.
- Moldavsko – mělo ve službě 1 prapor.
- Mongolsko– Mongolská lidová armáda zařadila systém S-200 do služby v roce 1985 a je velmi nepravděpodobné, že jsou dodnes ve službě.
- Východní Německo – používalo 4 prapory.
- Německo – získalo 4 prapory z bývalé NDR, vyřazeny okolo roku 1991.
- Sovětský svaz – s vyřazováním S-200 se začalo v 80. letech 20. století. Než mohl být dokončen proces postupného vyřazování, byly S-200 přemístěny do nástupnických zemí SSSR.